# Lüszikratész-emlékmű
A Lüszikratész-emlékmű a leghíresebb khorégosz-emlékmű Athénban. I. e. 330 körül építtette Lüszikratész, az általa i.e. 344-ben kiállított kórus győzelmének emlékére. Az emlékmű 2 méter magas négyszögletes alapon álló, kb. 5 méter magas karcsú, hengerszerű kis körépület, hat korinthoszi féloszlopának közeit márványlapok burkolják. A 25 centiméter magas fríz Dionüszosz kalandját ábrázolja az etruszk kalózokkal, akiket az isten – mert el akarták rabolni – büntetésül delfinekké változtatott. Az emlékmű tetején látható dúsan faragott márvány akantuszdíszen állt egykor a háromlábú bronz tripodos, amelyet az architráv felirata szerint „Lüszikratész khorégosz, Lüszitheidész fia” nyert.